# 3171 Wangshouguan
3171 Wangshouguan (1979 WO) là một tiểu hành tinh vành đai chính được phát hiện ngày 19 tháng 11 năm 1979 bởi Đài thiên văn Tử Kim Sơn ở Nanking.